# 米哈伊利夫卡 (利希夫卡市鎮)
48°45′55″N 33°53′6″E / 48.76528°N 33.88500°E
米哈伊利夫卡（烏克蘭語：Михайлівка）是位於烏克蘭中部的村莊，由第聶伯羅彼得羅夫斯克州裡卡姆扬斯克区的利希夫卡市鎮負責管轄。該村處於奧梅利尼克河左岸，距離比連希納3公里，海拔高度97米，2001年人口42。